# Première circonscription de la préfecture de Nagano
La première circonscription de la préfecture de Nagano (長野県第1区, Nagano-ken dai-ikku) est l'une des cinq circonscriptions législatives que compte la préfecture de Nagano au Japon.

## Description géographique
Entre 1994 et 2013, la première circonscription de la préfecture de Nagano regroupait les villes de Nagano, Suzaka, Nakano et Iiyama et les districts de Kamitakai, Shimotakai et Shimominochi.
Depuis 2013, elle correspond aux mêmes unités administratives à l'exception de la ville de Nagano dont elle ne comprend plus qu'une partie,.

## Députés
| Législature | Début de mandat | Fin de mandat | Député élu             | Parti politique | Parti politique |
| ----------- | --------------- | ------------- | ---------------------- | --------------- | --------------- |
| 41e         | 1996            | 2000          | Kenji Kosaka           |                 | Shinshintō      |
| 42e         | 2000            | 2003          | Kenji Kosaka           |                 | PLD             |
| 43e         | 2003            | 2005          | Kenji Kosaka           |                 | PLD             |
| 44e         | 2005            | 2009          | Kenji Kosaka           |                 | PLD             |
| 45e         | 2009            | 2012          | Takashi Shinohara (ja) |                 | PDJ             |
| 46e         | 2012            | 2014          | Takashi Shinohara (ja) |                 | PDJ             |
| 47e         | 2014            | 2017          | Takashi Shinohara (ja) |                 | PDJ             |
| 48e         | 2017            | 2021          | Takashi Shinohara (ja) |                 | SE              |
| 49e         | 2021            | 2024          | Kenta Wakabayashi (ja) |                 | PLD             |
| 50e         | 2024            | -             | Takashi Shinohara      |                 | PDC             |